# 無綫翡翠台 (澳洲)
翡翠台 (澳洲)（英語：TVBJ (Australia)）是香港電視廣播（澳洲）有限公司擁有的一條以粵語廣播為主的綜合娛樂頻道。

## 歷史
翡翠台 (澳洲)前身为翡翠衛星台澳洲版，於1998年在澳洲啟播，2000年起透過翡翠互動電視播放。至今，已成為澳洲最廣為人知的中文衛星電視台，每日24小時播放節目。2015年起新增OTT網絡透過TVB Anywhere平台播放，2017年7月起，衛星廣播終止，此頻道只提供網絡播放。

## 節目
翡翠衛星台主要播放香港無綫電視自製節目，包括新聞、劇集、綜藝及資訊節目等，其中澳洲版本更在澳洲當地製作而播放的新聞時事節目《澳新新聞》（前《澳洲新聞》）、《眾坊街》、《商業街》、《一廚定YUM》、《美食淘》、《投資理財天地》及《談情說法》等。
劇集方面，主要播放香港無綫電視自製劇集，播放逢星期一至五的劇集，現時與香港翡翠台同步首播。但由於時差關係，因此頻道播放的節目會延後一天播出，即是星期一至五香港播出的劇集會在星期二至六播放；星期六於香港播出的節目會在星期日播放，星期日於香港播出的節目會在星期一播放。

## 各地版本播放
澳洲版本的翡翠台僅在澳洲透過TVB Anywhere及翡翠互動電視收看，亦為翡翠互動電視其中一條頻道。
澳洲的無綫翡翠台現時僅在澳洲收看，澳洲版本主要播放香港無綫電視的新聞、劇集、紀錄片、音樂、兒童節目及娛樂綜藝資訊節目，還有在澳洲當地製作而播放的新聞時事節目《澳新新聞》（前《澳洲新聞》）、《眾坊街》及《商業街》。
2018年9月1日起，節目編輯大致上跟無綫翡翠台的節目一樣，除了以下時段有所替代。
- 澳新新聞：每日19:30首播；星期二至六23:30、每翌日09:00重播
  - 社區及商業快訊：星期三、五《澳新新聞》後播出；星期四、六《澳新新聞》後重播
- 投資理財天地：星期四19:00首播；星期五16:00重播
- 靜欣挑剔睇樓團：星期四19:00首播；星期五16:00重播
- 談情說法：星期四19:15首播；星期五16:15重播
- 健康新姿勢：星期四19:15首播；星期五16:15重播
- 恩雨之聲：星期日17:00首播；星期一11:00重播

## 台徽
最初的台徽「TVBJ」的設計是跟台灣TVBS的設計一樣，直至2015年頻道更名為「翡翠台」為止。
台徽一般在畫面右上角顯示。2018年3月19日起所使用的台徽，「無綫」及「翡翠台」會分兩行顯示。
轉播無綫新聞台節目期間，會在右上角顯示無綫新聞台台徽，為避免與台徽重疊而影響觀眾觀看，這情況下台徽會暫時改為在左上角顯示。此安排於2020年4月起取消，於這個時間起只會在右上角顯示無綫翡翠台台徽，而不顯示無綫新聞台台徽。
2018年9月1日起，轉播TVB新聞台前後，會有藍色背景，分別提示「以下時段 香港新聞聯播即將開始」及「香港新聞聯播完畢 敬請留意」。2019年3月8日起，改用翡翠台紅色背景。
2020年7月1日起凌晨2時起，該台不再使用「無綫」二字，只剩下「翡翠台」的台徽。

## 外部連結
- 翡翠台（澳洲） （页面存档备份，存于）（中文）
- TVBA月刊（中文）